# Campionati italiani di triathlon lungo del 1994
I Campionati italiani di triathlon lungo del 1994 ( edizione) sono stati organizzati dalla Federazione Italiana Triathlon e si sono tenuti a Milano Idroscalo in Lombardia, in data 18 settembre 1994.
Tra gli uomini ha vinto Fabrizio Ferraresi (Happidea Triathlon), mentre la gara femminile è andata a Mirella Gandellini (Triathlon Club Milano).

## Risultati

### Élite uomini
| Pos. | Atleta              | Società sportiva      | Nuoto    | Bici     | Corsa    | Totale   |
| ---- | ------------------- | --------------------- | -------- | -------- | -------- | -------- |
|      | Fabrizio Ferraresi  | Happidea Triathlon    | 00:35:07 | 01:58:55 | 01:09:48 | 03:43:50 |
|      | Giancarlo Bettin    | Läufer Club Bozen     | 00:37:12 | 01:57:53 | 01:12:04 | 03:47:09 |
|      | Michael Daley       | Sudafrica             | 00:34:44 | 01:59:20 | 01:13:17 | 03:47:21 |
| 4    | Stephen Farnell     | New Zealand           | 00:35:23 | 01:59:45 | 01:15:52 | 03:51:00 |
| 5    | Marino Rocca        | Triathlon Club Milano | 00:38:49 | 02:01:18 | 01:12:41 | 03:52:48 |
| 6    | Walter Carnovali    | Triathlon Novara      | 00:37:53 | 02:01:16 | 01:13:56 | 03:53:05 |
| 7    | Marco Damiani       | Pol. Galileo          | 00:38:46 | 02:01:16 | 01:14:53 | 03:54:55 |
| 8    | Gianfranco Maserati | Triathlon Club Milano | 00:40:24 | 02:04:55 | 01:10:05 | 03:55:24 |
| 9    | Oliver Gallob       | D.T.U.                | 00:37:46 | 02:02:11 | 01:15:38 | 03:55:35 |
| 10   | Andrea Babini       | Romagna Triathlon     | 00:42:08 | 01:59:15 | 01:14:51 | 03:56:14 |
| 11   | Alessandro Ridolfi  | Happidea Triathlon    | 00:39:33 | 02:02:16 | 01:15:01 | 03:56:50 |
| 12   | Andreas Casotti     | Läufer Club Bozen     | 00:39:30 | 01:59:43 | 01:18:06 | 03:57:19 |
| 13   | Marco Materazzi     | Azzurra Plusport      | 00:42:37 | 02:02:33 | 01:12:55 | 03:58:05 |
| 14   | Massimo Monte       | Tuttociclo Mondia CN  | 00:42:55 | 02:02:01 | 01:14:28 | 03:59:24 |
| 15   | Massimo Guadagni    | Padova Triathlon      | 00:39:50 | 02:05:25 | 01:14:18 | 03:59:33 |
| 16   | Hubert Klemm        | Tri Team Hochrhein    | 00:42:35 | 02:02:28 | 01:15:21 | 04:00:24 |
| 17   | Andrea Sacchetti    | Romagna Triathlon     | 00:44:21 | 02:05:23 | 01:11:02 | 04:00:46 |
| 18   | Gianfranco Mione    | Triathlon Novara      | 00:38:56 | 02:04:57 | 01:16:57 | 04:00:50 |
| 19   | Vittorio Micotti    | Triathlon Novara      | 00:42:28 | 02:02:41 | 01:15:42 | 04:00:51 |
| 20   | Vincenzo Pellegrino | Centro Nuoto Torino   | 00:35:12 | 02:07:19 | 01:19:00 | 04:01:31 |

### Élite donne
| Pos. | Atleta               | Società sportiva      | Nuoto    | Bici     | Corsa    | Totale   |
| ---- | -------------------- | --------------------- | -------- | -------- | -------- | -------- |
|      | Mirella Gandellini   | Triathlon Club Milano | 00:43:34 | 02:06:24 | 01:19:00 | 04:08:58 |
|      | Astrid Perathoner    | Läufer Club Bozen     | 00:37:44 | 02:09:58 | 01:23:59 | 04:11:41 |
|      | Manuela Ianesi       | Läufer Club Bozen     | 00:37:56 | 02:18:11 | 01:27:28 | 04:23:35 |
| 4    | Daniela Locarno      | Silca Ultralite       | 00:42:26 | 02:08:44 | 01:32:35 | 04:23:45 |
| 5    | Monica Tardo         | Anzio Triathlon       | 00:47:24 | 02:17:56 | 01:30:40 | 04:36:00 |
| 6    | Alessandra Brunelli  | Anzio Triathlon       | 00:48:04 | 02:17:10 | 01:42:38 | 04:47:52 |
| 7    | Judith Nieder Wanger | Läufer Club Bozen     | 00:39:48 | 02:28:25 | 01:40:00 | 04:48:13 |
| 8    | Jacqueline White     | Torino Triathlon      | 00:53:43 | 02:22:54 | 01:34:41 | 04:51:18 |
| 9    | Daniela Ianesi       | Läufer Club Bozen     | 00:42:58 | 02:38:10 | 01:38:28 | 04:59:36 |